# Точка тиску
Точка тиску (англ. Pressure Point) — канадський бойовик 2001 року.

## Сюжет
Сім'я Джеда Гріффіна вирушає у відпустку. Після невеликої дорожньої пригоди їх «будинок на колесах» зупиняє поліцейський. Насправді він виявляється жорстоким вбивцею, який щойно пограбував банк. Джед Гріффін намагається захистити свою сім'ю, злочинець стріляє в нього — і тікає на його машині захопивши дружину і дітей. Джед залишається поранений, але тепер поліція вважає, що він злочинець, якого вони шукають. Джед повинен знайти спосіб, щоб довести свою невинність і врятувати свою сім'ю.

## У ролях
| Актор             | Роль                   |
| ----------------- | ---------------------- |
| Майкл Медсен      | Джед Гріффін           |
| Вікторія Сноу     | Гейлі Гріффін          |
| Рікі Мейб         | Шейн Гріффін           |
| Саманта Е. Катлер | Тіффані Гріффін        |
| Джефф Вінкотт     | Руді Віккер            |
| Філіп Ле Местр    | Кліфф Дентон           |
| Чіп Чуіпка        | Кенні Дентон           |
| Стів Адамс        | шериф Бінгем Гант      |
| Мішель Скарабеллі | заступник Дана Флауерс |
| Клаудія Бессо     | Трейсі Гант            |